# Megacrania batesii
Megacrania batesii är en insektsart som beskrevs av Kirby 1896. Megacrania batesii ingår i släktet Megacrania och familjen Phasmatidae. Inga underarter finns listade i Catalogue of Life.